# Осјечка област (ФНР Југославија)
Осјечка област је од 1949. до 1951. године била административна јединца у саставу тадашње Народне Републике Хрватске, федералне јединице у оквиру тадашње Федеративне Народне Републике Југолсавије. Област је установљена у склопу административно-политичке реформе која је током 1949. године спроведена на целокупном подручју ФНРЈ. Реформа је покренута указом од 24. марта, донетим од стране Президијума Народне скупштине ФНРЈ и потоњим изменама законских и осталих прописа у федералним јединицама. Једна од тада створених области на подручју федералне јединице Хрватске била је и област са управним средиштем у граду Осијеку.
Иако је обухватала највећи део Славоније, ова област није добила своје историјско име због отворених питања која су остала нерешена још од 1945. године, када је одлуком хрватских власти био укинут Обласни народноослободилачки одбор Славоније. Пошто се хрватско руководство у Загребу било противило опстанку обласне самоуправе, ова питања су већ током 1950. године поново разматрена на нивоу федерације, након чега је партијски врх донео одлуку о укидању области, која је спроведена током 1951. године, а том приликом је укинута и Осјечка област.
У литератури и публицистици, Осјечка област се помиње и као Осијечка област (језичка варијанта) или као Славонска област, по свом простирању на подручју Славоније.